# Bembidion obscuripenne
Bembidion obscuripenne är en skalbaggsart som beskrevs av Blaisdell. Bembidion obscuripenne ingår i släktet Bembidion och familjen jordlöpare. Inga underarter finns listade i Catalogue of Life.